# La Calera de Santa Lucía
La Calera de Santa Lucía är en ort i Mexiko.   Den ligger i kommunen Petatlán och delstaten Guerrero, i den södra delen av landet, 300 km sydväst om huvudstaden Mexico City. La Calera de Santa Lucía ligger 99 meter över havet och antalet invånare är 115.
Terrängen runt La Calera de Santa Lucía är huvudsakligen kuperad, men söderut är den platt. Runt La Calera de Santa Lucía är det glesbefolkat, med 19 invånare per kvadratkilometer. Närmaste större samhälle är Coyuquilla Sur, 6,6 km sydost om La Calera de Santa Lucía. Omgivningarna runt La Calera de Santa Lucía är en mosaik av jordbruksmark och naturlig växtlighet.